# Манастир Врдник
Манастир Врдник, познат и као Мала Раваница, je женски манастир, један је од најзначајнијих на Фрушкој гори. Године 1811, на Видовдан, када је завршена манастирска црква, у њу су пренете мошти светог кнеза Лазара.

## Оснивање
Први податак о манастиру долази из турских докумената где се у попису из 1566. године наводи његово имање и одређује сума од 3000 акчи за његов откуп. Монаси из манастира нису успели да сакупе потребну своту па су се, плашећи се турске освете, разбежали на све стране. Појавио се један мештанин Купиника (Купинова) по имену Пејо који је исплатио Турцима тражени износ.
Тешко је рећи када је манастир стварно подигнут. Сигурно је једино да је основан у времену између краја XV и почетка XVI века. Будући да се не зна време његове градње то се још мање зна ко га је саградио. Сачуване су поред Лазарове даровнице (која се не односи на тај манастир) и две хрисовуље, који се дали 1687. и 1702. године кнезови Влашки, Јован и Шербан. Део је то старе архиве, коју је оставио патријарх Арсеније Чарнојевић за време велике сеобе Срба.
Црква и конаци су били веома примитивно грађени — од плетера и дрвета које је облепљено блатом. Но, то је било довољно да манастир буде оспособљен за своју свету мисију у наредним вековима. Како су 1697. године монаси из Раванице са собом донели и све оне драгоцености које су успели да извуку из свога манастира, посебно мошти кнеза Лазара, то се и манастир у Врднику од тога доба почео звати Мала Раваница.
У то време манастир је био сиромашан, па су врднички монаси често путовали у Русију тражећи материјалну помоћ. Ипак, временом, највише захваљујући томе што су у њему биле смештене мошти кнеза Лазара, манастир је примао све више посетилаца, а и новчана помоћ је била све већа.
По попису фрушкогорских манастира из 1753. године види се да је црква од камена назидана у знаку крста, са сводом од цигле и покривена шиндром од храстовине. Била је кречом окречена (значи није била живописана), а ни иконостас се не помиње.
Опис фрушкогорских манастира из 1753. године прави додатну забуну наводећи да је „Здатељ же јего св. кнез Лазар сербски“, односно наводи да је оснивач овог манастира кнез Лазар. Но, то је нетачан податак, јер се ктиторство Лазарево односило на други манастир у Србији, којем је издата оснивачка хрисовуља 1381. године.
Манастирски игуман 1840. године био је Данил Петровић.

## Манастирски храм
Раваничка нова црква од чврстог материјала грађена је за време митрополита Стефана Стратимировића између 1801. године (када су освећени темељи) и 1811. године (када је освећена готова богомоља). Претходно је готово век скупљан новац за његово подизање, а заузимали су се највише постриженици тог манастира. Између осталих један од њих костајнички владика Јосиф Стојановић је основао фонд за зидање нове цркве у износу 3.348 форинти. Освећење је уприличено о Видовдану те 1811. године за време архимандрита Гедеона Петровића. Тада су свечано пренете свете мошти "светог цара Лазара", из старе у нову цркву.

## Унутрашњост
У старој цркви иконостас је радио Станоје Поповић а у новој Димитрије Аврамовић.
Иконостас је изрезбарио карловачки дуборезац Марко Вујатовић (1809-14), а позлатио га је Петар Чортановић. Сам иконостас по свом стилу јесте прелаз од барока ка класицизму.
У цркви је дуго са десне стране олтара, под самим престоним иконама, лежао кивот од кипариса (израђен 1826. године) у којем су почивале мошти кнеза Лазара. Мошти су морале да се у више наврата склањају из манастира. Тако су 1716. године због опасности од Турака боравиле једно време у Футогу. Поново 1848. године врднички монаси морају да склањају мошти, овај пут у страху од Мађара и то у Кленак. Но, ту су боравили тек три месеца и онда су поново враћене у Врдник. Почетком Другог светског рата поново су измештене из Врдника, овог пута у манастир Бешеново, где су се налазиле током 1941. и 1942. године и одакле су пренете у Београд. У склопу обележавања 600 година од Косовске битке 1989. године враћене су у Раваницу у Србију. Ипак, у манастиру постоји један комад моштију (кључна кост) и изложен је у стакленој посуди уграђеној у кивот.

## Манастир данас
Врднички манастир је у сваком погледу изузетно вредан и представља један од најкапиталнијих на Фрушкој гори. Он је дуго био и међу најбогатијим на Фрушкој гори — 1905. године поседовао је 1696 јутара земље, а 1941. године укупно 1420 јутара. Осим комада моштију кнеза Лазара, манастир поседује још и мошти свете великомученице Анастасије (III век), светиње са Христовог гроба, део моштију св. Теодора Тирона (све изложено испред иконостаса). Слава манастира Раваница је Видовдан — 28. (15.-по старом календару) јуна. У дворишту манастира, од пролећа 1912. године налази се биста Милице Стојадиновић Српкиње, рад вајара Јована Пешића. Духовник манастира након премештаја протосинђела Пајсија Будимира је јеромонах Лазар Цветичанин.

## Старешине манастира
- Анастасија (Поповић) (1991—2022).[5]
- Лазар (Цветичанин) (2022—тренутни).[6]